# Pontiac Custom S
Pontiac Custom S — среднеразмерный автомобиль, выпускавшийся в 1969 году подразделением Pontiac компании General Motors. Являлся заменой Tempest Custom. Первоначально автомобиль назывался «Pontiac TC», однако по цене и характеристикам автомобиль был расположен между Tempest и Catalina.

## Описание
Custom S выпускался в 6 различных вариантах кузова: двухдверный кабриолет, двухдверное купе, двухдверный хардтоп, четырёхдверный седан, четырёхдверный хардтоп и пятидверный универсал. Купе отличалось от хардтопа наличием вентиляционного окна в передней двери. Внутреннее и внешнее оснащение автомобиль разделял с Tempest, LeMans и GTO.
Custom S оснащался двигателем Pontiac OHC-6 объёмом 250 кубических дюймов, мощностью 175 л. с., рядным шестицилиндровым двигателем TQ OHC мощностью 170 кВт (230 л. с.) и крутящим моментом 359 Н⋅м с пакетом опций Sprint, либо же двигателями V8 объёмом 350 кубических дюймов, мощностью 198—250 кВт (265—330 л. с.).
Первоначально планировалось, что в 1969 году будет выпущен более дешёвый «экономичный» маслкар, являвшийся конкурентом Plymouth Roadrunner. Предполагаемая стоимость составляла 3000 долларов, что значительно ниже базовой модели GTO стоимостью от 3500 до 4500—5000 долларов и подобных маслкаров.

## Галерея
- Вид спереди
- Вид сзади